# Dichiarazione di Breda
La Dichiarazione di Breda, che prende il nome dall'omonima città olandese in cui visse re Carlo II d'Inghilterra, risale al 4 aprile 1660, quando Carlo rende note le condizioni di accettazione della corona d'Inghilterra, che riceverà l'anno seguente. Ne furono distribuite alcune copie ad entrambe le camere del Convention Parliament da Sir John Grenville. Altre copie con lettere di accompagnamento separate furono consegnate a Lord General George Monck per poi essere trasmesse al Lord presidente del Council of State e agli Ufficiali della New Model Army, l'armata sotto il suo comando, nonché al Generale della "Navy at Sea" e alla città di Londra.
La Dichiarazione fu elaborata da Carlo e dai suoi tre principali consiglieri, Edward Hyde, il marchese di Ormond e Sir Edward Nicholas, con l'intento di esprimere i termini in cui Carlo sperava di "prendere possesso di quel diritto che Dio e la Natura hanno reso nostro dovere". Garantì un "perdono libero e generale" a qualunque vecchio nemico del futuro re e di suo padre che riconoscesse Carlo II come proprio legittimo sovrano, fatta eccezione per alcuni dei regicidi. Promise anche "un parlamento libero, tramite il quale, sulla parola di un re, saremo consigliati" e tolleranza religiosa. La Dichiarazione si incaricò di saldare gli stipendi arretrati dei soldati in servizio per il Generale Monck. Il ceto fondiario venne rassicurato sul fatto che il parlamento avrebbe presto determinato la correttezza delle assegnazioni contestate e degli acquisti di terreni, che erano stati fatti "nelle continue distrazioni di così tanti anni e tante e tali rivoluzioni".